# .ci
.ci ist die länderspezifische Top-Level-Domain (ccTLD) der Elfenbeinküste. Sie wurde am 14. Februar 1995 eingeführt und wird vom Institut National Polytechnique Felix Houphouet Boigny (kurz INP-HB) mit Sitz in Yamoussoukro verwaltet.

## Eigenschaften
Domains werden sowohl auf zweiter, als auch dritter Ebene angemeldet. Nur Unternehmen mit Sitz im Land dürfen .ci-Domains registrieren, Privatpersonen ist die Verwendung der Top-Level-Domain nicht möglich. Insgesamt darf eine Domain zwischen drei und 63 Zeichen lang sein, nur alphanumerische Zeichen sind nutzbar.